# Martin Stoll
Pour les articles homonymes, voir Stoll.
Martin Stoll, né le 9 février 1983 à Heidelberg, est un joueur allemand de football.

## Carrière

### Aventure avec Karlsruher
Stoll intègre l'équipe réserve du KSC à l'âge de 19 ans. Une saison plus tard, il fait partie de l'équipe professionnel évoluant en seconde division allemande. Sa première saison en 2003-2004 voit lui et son club éviter la relégation. Les saisons passent et Stoll finit dans le ventre mou du championnat. L'équipe commence à montrer du beau football lors de la saison 2005-2006 où le club finit 6e et en il remporte le titre de champion d'Allemagne de D2 après la première place du club en 2006-2007. 
Le KSC se maintient avec succès en accrochant une 11e place mais est relégué la saison suivante.

### Détour en Suisse puis retour en Allemagne
Il quitte Karlsruher après la descente pour le FC Aarau en Suisse mais la saison est cauchemardesque ; le club finit dixième et dernier du championnat, Stoll est laissé libre et est recruté par le Hansa Rostock. 

## Palmarès
- Championnat d'Allemagne de football D2 : 2006-2007